# Ruhner Berge (Gemeinde)
Ruhner Berge ist eine Gemeinde im Landkreis Ludwigslust-Parchim im Bundesland Mecklenburg-Vorpommern. Sie gehört dem Amt Eldenburg Lübz an.

## Geographie

### Lage
Die Gemeinde Ruhner Berge liegt südlich von Parchim an der Grenze zu Brandenburg am Höhenzug Ruhner Berge, der die Gemeinde im Süden durchzieht.

### Gemeindegliederung
Die Gemeinde besteht aus den Ortsteilen Drenkow, Griebow, Jarchow, Leppin, Marnitz, Mentin, Mooster, Dorf Poltnitz, Hof Poltnitz, Malow, Poitendorf, Suckow, Tessenow und Zachow.

## Geschichte
Die bisherigen Gemeinden Marnitz, Suckow und Tessenow schlossen im Sommer 2018 einen Gebietsänderungsvertrag. Sie lösten sich mit Wirkung zum 1. Januar 2019 als Rechtssubjekte auf und schlossen sich zu einer neuen Gemeinde mit dem Namen Ruhner Berge zusammen.

## Bevölkerung
| Jahr | Einwohner |
| ---- | --------- |
| 2019 | 1837      |
| 2020 | 1863      |
| 2021 | 1889      |
| 2022 | 1878      |
| 2023 | 1883      |

 Stand: 31. Dezember des jeweiligen Jahres

## Politik

### Gemeindevertretung
Die Gemeindevertretung der Gemeinde Ruhner Berge besteht aus 12 Mitgliedern. Die Kommunalwahl am 9. Juni 2024 führte bei einer Wahlbeteiligung von 66,0 % zu folgendem Ergebnis:
| Partei / Wählergruppe           | Stimmenanteil 2019 | Sitze 2019 |  | Stimmenanteil 2024 | Sitze 2024 |
| ------------------------------- | ------------------ | ---------- |  | ------------------ | ---------- |
| Wählergruppe Marnitz (WM)       | 35,3 %             | 6          |  | 41,3 %             | 5          |
| Zukunft in Tessenow (ZIT)       | 32,4 %             | 5          |  | 30,2 %             | 4          |
| Wählergemeinschaft Suckow (WGS) | 30,8 %             | 5          |  | 28,5 %             | 3          |
| SPD                             | 01,6 %             | –          |  | –                  | –          |
| Insgesamt                       | 100 %              | 16         |  | 100 %              | 12         |

### Bürgermeister
- seit 2019: Hans-Jürgen Buchholz

Bei der Bürgermeisterwahl am 27. Januar 2019 wurde Buchholz ohne Gegenkandidat mit 94,3 % der gültigen Stimmen gewählt. Am 9. Juni 2024 wurde er mit 50,7 % der gültigen Stimmen in seinem Amt bestätigt. Seine Amtsdauer beträgt fünf Jahre.

### Wappen, Flagge, Dienstsiegel
Die Gemeinde verfügt über kein amtlich genehmigtes Hoheitszeichen, weder Wappen noch Flagge. Als Dienstsiegel wird das kleine Landessiegel mit dem Wappenbild des Landesteils Mecklenburg geführt. Es zeigt einen hersehenden Stierkopf mit abgerissenem Halsfell und Krone und der Umschrift „GEMEINDE RUHNER BERGE“.

## Verkehr
Auf dem Gebiet der Gemeinde Ruhner Berge verläuft die Bundesstraße 321, die die Ortsteile Suckow, Marnitz und Tessenow miteinander verbindet. Im Ortsteil Marnitz zweigt die Landesstraße 8 ab. Durch das Gemeindegebiet verläuft zudem die Bundesautobahn 24, die über die Anschlussstelle Suckow erreichbar ist.